# Урлінгам (округ)
Округ Урлінгам (ісп. Hurlingham) — адміністративно-територіальна одиниця 2-ого рівня у провінції Буенос-Айрес в центральній Аргентині. Адміністративний центр округу — Урлінгам (ісп. Hurlingham).
Населення округу становить 181241 особу (2010). Площа — 35,4 кв. км.

## Історія
Округ заснований у 1994 році.

## Населення
У 2010 році населення становило 181241 особу. З них чоловіків — 4739, жінок — 4846.

## Політика
Округ належить до 1-ого виборчого сектору провінції Буенос-Айрес.